# 胡廷祿
胡廷祿（1494年—？），字原學，號在軒，雲南左衛軍籍，直隸鳳陽府鳳陽縣人，明朝政治人物。

## 生平
正德十一年（1516年）丙子科雲貴鄉試第四十八名舉人，十二年（1517年）中式丁丑科會試第二百八十五名，二甲第五十一名進士。戶部觀政，授戶部主事，改南京戶部主事，升員外郎、郎中，出為四川布政使司參議，調廣東左參議。嘉靖十六年（1535年）二月升河南按察司信陽兵备副使。因明世宗南巡事，削籍罷歸。

## 交遊
因大禮議謫居雲南的楊慎，縱情詩酒，與當地文人多有唱和，其中楊士雲、李元陽、張含、王廷表、唐錡、胡廷祿為其門生中拔萃者，並稱“楊門六子”。

## 家族
曾祖胡得廣；祖父胡璉，知縣；父胡山，教諭。母黎氏。重慶下。兄胡廷爵，弟胡廷秩、胡廷策、胡廷靖、胡廷階、胡廷立。